# كبلر-69c
كيبلر 69 سي (بالإنجليزية: Kepler-69c)‏ الذي يرمز له بالرمز KOI-172.02، هو كوكب خارج المجموعة الشمسية، وأرض هائلة، في كوكبة الدجاجة (كوكبة)، يتبع Kepler-69.

## الاكتشاف
اكتشف في 18 أبريل 2013.